# Governo Interino dos Açores
Governo Interino e Provisório, por vezes também designado por Governo Provisório, foi um forma de governo estabelecida para o império ultramarino português, incluindo as ilhas adjacentes ao Reino, em caso de faltar o legítimo governo de qualquer dos territórios que o integravam. As normas de organização e funcionamento destes governos foram fixadas por alvará de 12 de dezembro de 1770, do rei D. José I de Portugal, devendo ser aplicadas «no caso de morte, de ausência dilatada ou qualquer outro acontecimento que requeira de pronta providência».